# Maison Blanche metróállomás
A Maison Blanche egy metróállomás Franciaországban, Párizsban a párizsi metró 7-es és 14-es metróvonalán. Tulajdonosa és üzemeltetője a RATP.

## Metróvonalak
Az állomást az alábbi metróvonalak érintik:
- 7-es metróvonal
- 14-es metróvonal

## Kapcsolódó állomások
A metróállomáshoz az alábbi állomások vannak a legközelebb:
- Porte d’Italie (Mairie d’Ivry, 7-es metróvonal)
- Le Kremlin-Bicêtre (Villejuif – Louis Aragon, 7-es metróvonal)
- Tolbiac (La Courneuve – 8 Mai 1945, 7-es metróvonal)
- Hôpital Bicêtre metróállomás (Aéroport d'Orly, 14-es metróvonal)
- Olympiades (Saint-Denis Pleyel, 14-es metróvonal)